# Alfred Gärde
Alfred Levin Gärde, född 24 september 1874 i Seglora, död 1 oktober 1940 i Göteborgs Vasa församling, var en svensk jurist.
Gärde blev juris utriusque kandidat 1899 och tjänstgjorde sedan i Marks, Vedens och Bollebygds häraders domsaga 1900–1903. Han blev extra notarie vid magistraten och rådhusrätten i Göteborgs stad 1903, kammarförvaltare hos drätselkammaren 1905 och var fastighetsdirektör i Göteborgs stad 1915–1940. Han var ordförande i Göteborgs stads bostadsförmedling 1916–1930.
I Göteborg har han fått Alfred Gärdes väg uppkallad efter sig. Alfred Gärde var bror till Bernhard och Natanael Gärde.